# Lyle Lakay
Lyle Lakay (Città del Capo, 17 agosto 1991) è un calciatore sudafricano, difensore o ala del Siwelele e della nazionale sudafricana.

## Palmarès

### Club

#### Competizioni nazionali
- Coppa del Sudafrica: 2

SuperSport United: 2011-2012
Mamelodi Sundowns: 2019-2020
- Coppa di Lega sudafricana: 2

Bloemfontein Celtic: 2012
Mamelodi Sundowns: 2019
- Campionato sudafricano: 2

Mamelodi Sundowns: 2018-2019, 2019-2020